# Villaverde del Río
Villaverde del Río ist eine Gemeinde in der Provinz Sevilla in Spanien mit 7.794 Einwohnern (Stand: 2024). Sie liegt in der Comarca Vega del Guadalquivir in Andalusien.

## Geografie
Die Gemeinde liegt am rechten Ufer des Flusses Guadalquivir. Villaverde del Río grenzt an die Gemeinden Alcalá del Río, Brenes, Burguillos, Cantillana und Castilblanco de los Arroyos.

## Geschichte
Die Gegend ist seit der Bronzezeit bewohnt. Zur Römerzeit gehörte die Gemeinde wahrscheinlich zur Stadt Canama. Nach der christlichen Eroberung von Andalusien im 13. Jahrhundert ging die Siedlung an das Erzbistum von Sevilla, bis der Papst sie an Philipp II. übergab. Der verkaufte sie weiter an einen lokalen Adeligen und 1577 ging Villaverde del Río an die Grafschaft Cantillana.